# Malé Kosihy
Malé Kosihy (Hongaars:Ipolykiskeszi) is een Slowaakse gemeente in de regio Nitra, en maakt deel uit van het district Nové Zámky.
Malé Kosihy telt 386 inwoners.